# Club Sportivo Miramar Misiones
El Club Sportivo Miramar Misiones, normalment conegut simplement com a Miramar Misiones és un club uruguaià de futbol de la ciutat de Montevideo.

## Història
El club va ser format per la fusió de dos clubs, el Miramar i el Misiones FC, el 25 de juny de 1980. L'uniforme del nou club fou una combinació dels uniformes dels clubs originals. L'equipament local (blanc i negre) fou l'antic uniforme del Miramar, mentre que l'uniforme visitant fou un dels usats pel Misiones.
Ambdós clubs eren rivals i compartien barri a Montevideo. El Misiones Football Club va ser fundat el 26 de març de 1906. El 17 d'octubre de 1915 nasqué l'Sportivo Miramar. El Miramar ja s'havia fusionat el 1976 amb el club Albion, formant l'Albion Miramar.

## Palmarès
- Segona divisió uruguaiana de futbol (3): 1942 (Miramar), 1953 (Miramar), 1986